# Breeders (serie de televisión)
Breeders es una serie de televisión de comedia británica-estadounidense, creada por Martin Freeman, Chris Addison y Simon Blackwell. La serie sigue a dos padres que luchan por la paternidad y se basa parcialmente en la propia experiencia de Freeman como padre. Freeman también protagoniza la serie.
La serie se estrenó el 2 de marzo de 2020 en FX en los Estados Unidos, y el 12 de marzo de 2020 en Sky One en el Reino Unido.
En mayo de 2020, la serie fue renovada para una segunda temporada, que se estrenó el 22 de marzo de 2021, seguida por una tercera el 10 de agosto de 2022 y por la cuarta y última el 31 de julio de 2023.
En España se encuentra disponible al completo en HBO Max desde el 5 de septiembre de 2023. Además, las tres primeras temporadas también están disponibles en el catálogo de Disney+.

## Elenco
- Martin Freeman como Paul Worsley, padre de dos hijos y socio de Ally
- Daisy Haggard como Ally, madre de dos hijos y compañera de Paul
- George Wakeman como Luke, el hijo de Paul y Ally
- Jayda Eyles como Ava, la hija de Paul y Ally
- Michael McKean como Michael, el padre separado de Ally
- Stella Gonet como Leah, la madre de Ally
- Joanna Bacon como Jackie, la madre de Paul
- Alun Armstrong como Jim, el padre de Paul
- Patrick Baladi como Darren, amigo de Paul y Ally
- Tim Steed como Carl, el vecino de al lado de Paul y Ally

## Episodios
| Temporada | Temporada | Episodios | Episodios | Emisión original    | Emisión original    |
| Temporada | Temporada | Episodios | Episodios | Primera emisión     | Última emisión      |
| --------- | --------- | --------- | --------- | ------------------- | ------------------- |
|           | 1         | 10        | 10        | 2 de marzo de 2020  | 27 de abril de 2020 |
|           | 2         | 10        | 10        | 22 de marzo de 2021 | 17 de mayo de 2021  |

### Temporada 1 (2020)
| N.º en serie | N.º en temp. | Título           | Dirigido por  | Escrito por                  | Fecha de emisión original | Audiencia (millones) |
| ------------ | ------------ | ---------------- | ------------- | ---------------------------- | ------------------------- | -------------------- |
| 1            | 1            | «No Sleep»       | Chris Addison | Simon Blackwell              | 2 de marzo de 2020        | 0,328                |
| 2            | 2            | «No Places»      | Ben Palmer    | Simon Blackwell              | 2 de marzo de 2020        | 0,212                |
| 3            | 3            | «No Accident»    | Ben Palmer    | Simon Blackwell              | 9 de marzo de 2020        | 0,179                |
| 4            | 4            | «No Lies»        | Ben Palmer    | Barunka O'Shaughnessy        | 16 de marzo de 2020       | 0,243                |
| 5            | 5            | «No Dad»         | Ben Palmer    | Oriane Messina & Fay Rusling | 23 de marzo de 2020       | 0,188                |
| 6            | 6            | «No Talking»     | Chris Addison | Jamie Brittain               | 30 de marzo de 2020       | 0,298                |
| 7            | 7            | «No Exit»        | Chris Addison | Jamie Brittain               | 6 de abril de 2020        | 0,249                |
| 8            | 8            | «No Honeymoon»   | Chris Addison | Oriane Messina & Fay Rusling | 13 de abril de 2020       | 0,144                |
| 9            | 9            | «No Cure Part 1» | Chris Addison | Simon Blackwell              | 20 de abril de 2020       | 0,278                |
| 10           | 10           | «No Cure Part 2» | Chris Addison | Simon Blackwell              | 27 de abril de 2020       | 0,252                |

### Temporada 2 (2021)
| N.º en serie | N.º en temp. | Título             | Dirigido por  | Escrito por                            | Fecha de emisión original | Audiencia (millones) |
| ------------ | ------------ | ------------------ | ------------- | -------------------------------------- | ------------------------- | -------------------- |
| 11           | 1            | «No Surrender»     | Ben Palmer    | Simon Blackwell                        | 22 de marzo de 2021       | 0,364                |
| 12           | 2            | «No Fear»          | Ben Palmer    | Oriane Messina & Fay Rusling           | 22 de marzo de 2021       | 0,256                |
| 13           | 3            | «No Connection»    | Ben Palmer    | Ben Palmer                             | 29 de marzo de 2021       | 0,195                |
| 14           | 4            | «No Faith»         | Ben Palmer    | Rebecca Callard                        | 5 de abril de 2021        | 0,206                |
| 15           | 5            | «No Baby»          | Ben Palmer    | Jamie Brittain & Barunka O'Shaughnessy | 12 de abril de 2021       | 0,160                |
| 16           | 6            | «No Choice»        | Ollie Parsons | Fay Rusling                            | 19 de abril de 2021       | 0,156                |
| 17           | 7            | «No Excuses»       | Ollie Parsons | Rebecca Callard                        | 26 de abril de 2021       | 0,226                |
| 18           | 8            | «No Friends»       | Ollie Parsons | Simon Blackwell                        | 3 de mayo de 2021         | —                    |
| 19           | 9            | «No Power Part I»  | Ollie Parsons | Simon Blackwell                        | 10 de mayo de 2021        | —                    |
| 20           | 10           | «No Power Part II» | Ollie Parsons | Simon Blackwell                        | 17 de mayo de 2021        | —                    |

## Producción

### Desarrollo
El 7 de marzo de 2018, se anunció que Avalon Television estaba desarrollando una serie de comedia, creada por Martin Freeman. La serie es una coproducción entre BBC y FX, similar a la serie de drama Taboo. Ya se había filmado un piloto en el momento del anuncio. El 14 de octubre de 2018, se anunció que FX y Sky habían ordenado la producción de la serie para una temporada con 10 episodios, para estrenarse en 2020. El 20 de enero de 2020, FX anunció que la serie se estrenaría el 2 de marzo de 2020.
El 18 de mayo de 2020, se anunció que la serie fue renovada para una segunda temporada, que se estrenó el 22 de marzo de 2021.

### Casting
Junto con el anuncio de la serie, se anunció que Freeman protagonizaría la serie. Además, se anunció que Daisy Haggard y Michael Gambon se habían unido al elenco de la serie. Sin embargo, en abril de 2019, se anunció que Gambon abandona la serie porque tenía problemas para memorizar sus líneas debido a sus problemas de pérdida de memoria.

## Lanzamiento

### Distribución
La serie se estrenó el 2 de marzo de 2020 en FX, con sus episodios disponibles al día siguiente en FX on Hulu. En Bulgaria y Polonia, la serie se emite en HBO Bulgaria y HBO Europe. En España, se lanzó el 3 de marzo de 2020 en HBO España. En Australia se emite en FOX One y en On Demand.

## Recepción

### Críticas
En Rotten Tomatoes, la serie tiene un índice de aprobación del 82%, basado en 34 reseñas, con una calificación promedio de 6.85/10. El consenso crítico del sitio dice, «Una provocadora adición a la creciente lista de series sobre padres que se comportan mal, la visión de Breeders sobre las realidades de la crianza de los hijos es tan hilarante como inducida por la aversión». En Metacritic, tiene un puntaje promedio ponderado de 65 sobre 100, basado en 13 reseñas, lo que indica una «críticas generalmente favorables».